# Germán García García
Germán García García (Villanueva de Argaño, 30 de octubre de 1912 - Ruiloba, 15 de enero de 1937) fue un compañero laico y colaborador en el apostolado del sacerdote diocesano y educador de jóvenes Valentín Palencia, martirizado durante la Guerra Civil Española.
Fue beatificado por el papa Francisco el 23 de abril de 2016.

## Biografía
Nacido en Villanueva de Argaño (provincia de Burgos), hijo del matrimonio de labradores formado por Alejandro García y Marcelina García. En 1923, ingresó en el colegio de los Hermanos Maristas de la Enseñanza de Arceniega (Álava). Al curso siguiente es trasladado al colegio de Grugliasco (provincia de Turín). En 1927 hace el postulantado y noviciado, llegando a realizar el escolasticado en 1929. En 1930 es enviado a Río de Janeiro como docente. Regresa a Burgos donde, en 1933, trabaja en un hotel. En 1934 se había ofrecido voluntario como maestro en el colegio del Patronato de San José, dirigido por Valentín Palencia. Tocaba el clarinete en la banda de música.

"... En el verano de 1936, y como venía haciéndolo en los años anteriores don Valentín, fue llevado a veranear con sus compañeros a Suances, donde es sorprendido por el Alzamiento Nacional. El 15 de enero de 1937, junto con Valentín y sus compañeros Donato, Emilio y Zacarías fueron asesinados.."
Testimonio de su hermana Benita. 

## Beatificación
El primero de octubre de 2015 el papa Francisco promulgaba el decreto por el que declaraba al siervo de Dios Valentín Palencia y a cuatro de sus compañeros como mártires.
El 23 de abril de 2016 fue beatificado en la catedral de Burgos junto con el sacerdote Valentín Palencia y otros tres jóvenes que dieron la vida por confesar su fe: Donato Rodríguez, Zacarías Cuesta Campo y Emilio Huidobro Corrales. El acto fue presidido por el prefecto de la Congregación para la Causa de los Santos de la Santa Sede, el cardenal Angelo Amato, quien acude a Burgos en representación del papa Francisco.